# FinalSpark
 (juillet 2025).
La mise en forme du texte ne suit pas les recommandations de Wikipédia : il faut le « wikifier ».
Les points d'amélioration suivants sont les cas les plus fréquents :
- Les titres sont pré-formatés par le logiciel. Ils ne sont ni en capitales, ni en gras.
- Le texte ne doit pas être écrit en capitales (les noms de famille non plus), ni en gras, ni en italique, ni en « petit »…
- Le gras n'est utilisé que pour surligner le titre de l'article dans l'introduction, une seule fois.
- L'italique est rarement utilisé : mots en langue étrangère, titres d'œuvres, noms de bateaux, etc.
- Les citations ne sont pas en italique mais en corps de texte normal. Elles sont entourées par des guillemets français : « et ».
- Les listes à puces sont à éviter, des paragraphes rédigés étant largement préférés. Les tableaux sont à réserver à la présentation de données structurées (résultats, etc.).
- Les appels de note de bas de page (petits chiffres en exposant, introduits par l'outil «  Source ») sont à placer entre la fin de phrase et le point final[comme ça].
- Les liens internes (vers d'autres articles de Wikipédia) sont à choisir avec parcimonie. Créez des liens vers des articles approfondissant le sujet. Les termes génériques sans rapport avec le sujet sont à éviter, ainsi que les répétitions de liens vers un même terme.
- Les liens externes sont à placer uniquement dans une section « Liens externes », à la fin de l'article. Ces liens sont à choisir avec parcimonie suivant les règles définies. Si un lien sert de source à l'article, son insertion dans le texte est à faire par les notes de bas de page.
- La présentation des références doit suivre les conventions bibliographiques. Il est recommandé d'utiliser les modèles {{Ouvrage}}, {{Chapitre}}, {{Article}}, {{Lien web}} et/ou {{Bibliographie}}. Le mode d'édition visuel peut mettre en forme automatiquement les références.
- Insérer une infobox (cadre d'informations à droite) n'est pas obligatoire pour parachever la mise en page.

Pour une aide détaillée, merci de consulter Aide:Wikification.
Si vous pensez que ces points ont été résolus, vous pouvez retirer ce bandeau et améliorer la mise en forme d'un autre article.
FinalSpark est une entreprise suisse qui développe des processeurs biologiques à partir de tissus neuronaux cultivés in vitro. Elle a été fondée en 2014 par les scientifiques et entrepreneurs Fred Jordan et Martin Kutter à Vevey, en Suisse.

## Présentation
La recherche menée par FinalSpark se concentre sur la création de systèmes de calcul exploitant des réseaux biologiques issus de cellules humaines, dérivés de cellules souches pluripotentes induites (iPSC) obtenues à partir de cellules de peau. Selon l’entreprise, ces structures cellulaires sont développées sous forme d’organoïdes cérébraux, puis disposées sur des matrices d’électrodes à des fins expérimentales. FinalSpark dispose d’un laboratoire à Vevey, accessible physiquement ou à distance via une interface en ligne. L’équipe regroupe des spécialistes issus du traitement du signal, de la physique, des neurosciences et de la biologie cellulaire.
La société fait partie des entreprises privées actives dans le domaine de l’informatique biologique (wetware) et de ce que certains chercheurs désignent comme l’« intelligence organoïde », aux côtés d’acteurs tels que Koniku (États-Unis) et Cortical Labs (Australie).

## Historique
Fred Jordan et Martin Kutter ont fondé FinalSpark en 2014, avec une orientation initiale vers le matériel informatique conventionnel. En 2019, la structure a réorienté sa recherche vers l’exploitation de réseaux de cellules nerveuses comme support matériel pour des dispositifs de calcul. En 2024, FinalSpark reste une société privée, financée par ses fondateurs, qui s’appuient notamment sur les ressources issues d’une entreprise antérieure, AlpVision, créée en 2001,,.

## Technologie
La plateforme expérimentale de FinalSpark repose sur le développement de tissus nerveux humains à partir d’iPSC, formés en neurosphères, puis connectés à des circuits à électrodes pour réaliser des opérations computationnelles. Le laboratoire distant, baptisé « Neuroplatform », permet aux scientifiques d’interagir avec ces réseaux via des scripts Python. Selon certains spécialistes du domaine, ces systèmes pourraient offrir une meilleure efficacité énergétique que les architectures numériques classiques, avec une réduction potentielle significative de la consommation.